# Saison 8 d'Une famille formidable
Chronologie
Saison 7 d'Une famille formidable Saison 9 d'Une famille formidable
Cet article présente le guide des épisodes de la huitième saison de la série télévisée Une famille formidable.

## Épisode 1:Le grand virage
- Numéro(s) : 8 - 1
- Scénariste(s) : Joël Santoni, Laurent Mondy, Jean-Carol Larrivé
- Réalisateur(s) : Joël Santoni
- Diffusion(s) : 
  -  France : 4 janvier 2010
- Invité(es) : Patrick Préjean
- Résumé : Catherine et Jacques viennent de prendre leur retraite, respectivement de l'hôpital et du restaurant. C'est une nouvelle vie qui s'offre à eux, Catherine décide de se lancer dans l'humanitaire, avec l'aide de Reine qui va y trouver un enfant orphelin pour son fils dont la femme ne peut avoir d'enfants, tandis que Jacques reste en France, déboussolé par cette nouvelle retraite et par la disparition de son meilleur ami Richard avec lequel il arrive à maintenir un "dialogue" vers l'au-delà en se rendant sur sa tombe. Pendant ce temps, Frédérique et Nourreddine se sont exilés en province, ont ouvert un restaurant à Noyers-sur-Serein et s'occupent d'un domaine viticole. Mais leur fille, Carla, déteste vivre avec eux et décide de partir chez Audrey, chez qui ses parents la retrouveront. Quant à Nicolas, il s'est lancé dans la peinture, ce dont son entourage n'est pas au courant. Lucas, son compagnon depuis la saison 7, le soupçonne d'avoir une liaison avec quelqu'un d'autre. Pour aider à appréhender sa nouvelle vie, Audrey va envoyer sa coach dans la maison de Jacques, jusqu'au retour de Catherine qui verra d'un très mauvais œil cette présence encombrante. On apprend également dans cet épisode la disparition de Paule, la sœur de Catherine, laquelle est enterrée aux côtés de Richard, son ex-mari. Julien quant-à lui apprendra que sa fille, Zoé, est la fille de l'ex de Patricia après une allergie à l'arachide.

## Épisode 2:Otages
- Numéro(s) : 8 - 2
- Scénariste(s) : Joël Santoni, Laurent Mondy, Jean-Carol Larrivé
- Réalisateur(s) : Joël Santoni
- Diffusion(s) : 
  -  France : 11 janvier 2010
- Invité(es) :
- Résumé : Catherine et Reine emmènent Julien et Jacques au Balang-Balang mais ils se font prendre en otage parce que Reine a « acheté » Sammaï, le petit garçon balangais recueilli par Sébastien et Christine. Jérémy et Nicolas vont les sauver mais eux aussi se font prendre en otage. Reine et Julien ont une liaison.

## Épisode 3:Retour aux sources
- Numéro(s) : 8 - 3
- Scénariste(s) : Joël Santoni, Laurent Mondy, Jean-Carol Larrivé
- Réalisateur(s) : Joël Santoni
- Diffusion(s) : 
  -  France : 18 janvier 2010
- Invité(es) : Patrick Préjean

Franck Capillery
- Résumé : Catherine et Jacques revenus à Paris après leur prise d'otage, retrouvent les problèmes de leur famille. Julien n'a toujours pas digéré d'avoir appris que sa fille n'est pas de lui, et tarde à se réconcilier avec sa femme Patricia. De plus, Jacques et lui découvrent que Manon, Marie et Jean-Philippe forment un "ménage à trois" en les surprenant tous les trois dans le même lit. Catherine et Jacques décident donc de prendre le large et de s'installer à Noyers-sur-Serein, là où Frédérique et Nourreddine ont ouvert un restaurant, dans la maison où Jacques a lui-même passé son enfance. Mais sur place, ils reçoivent de mystérieuses menaces qui leur demandent de quitter la région. Ils tenteront de résister et de s'intégrer à la communauté, Jacques acceptant de devenir le président du club de football local. Catherine, de son côté, vient en aide à une famille de sans-papiers, ce qui lui vaudra de rejoindre le conseil municipal de Noyers.

## Audimat
| Épisode | Jour de diffusion     | Téléspectateurs en million(s) | Parts de marché (sur les 4 ans et plus) | Référence |
| ------- | --------------------- | ----------------------------- | --------------------------------------- | --------- |
| 1       | Lundi 4 janvier 2010  | 8 065 000                     | 30,9 %                                  |           |
| 2       | Lundi 11 janvier 2010 | 8 391 000                     | 33,6 %                                  |           |
| 3       | Lundi 18 janvier 2010 | 8 071 000                     | 32,2 %                                  |           |